# Кузьминское (Устюженский сельсовет)
Кузьминское — деревня в Устюженском районе Вологодской области.
Входит в состав Устюженского сельского поселения, с точки зрения административно-территориального деления — в Устюженский сельсовет.
Расстояние по автодороге до районного центра Устюжны — 7 км. Ближайшие населённые пункты — Дементьево, Исаково, Михайловское.
Население по данным переписи 2002 года — 19 человек.
В 2025 году в состав деревни включена деревня Исаково.